# سازمان‌دهنده اتحادیه

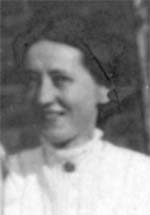
لئونورا آوریلی، سازمان‌دهنده اتحادیه کارگری و عضو مؤسس اتحادیه کارگری زنان

سازمان‌دهنده اتحادیه نوع خاصی از اعضای اتحادیه کارگری (اغلب انتخابی) یا یک مقام انتصابی اتحادیه است.

## روش‌شناسی

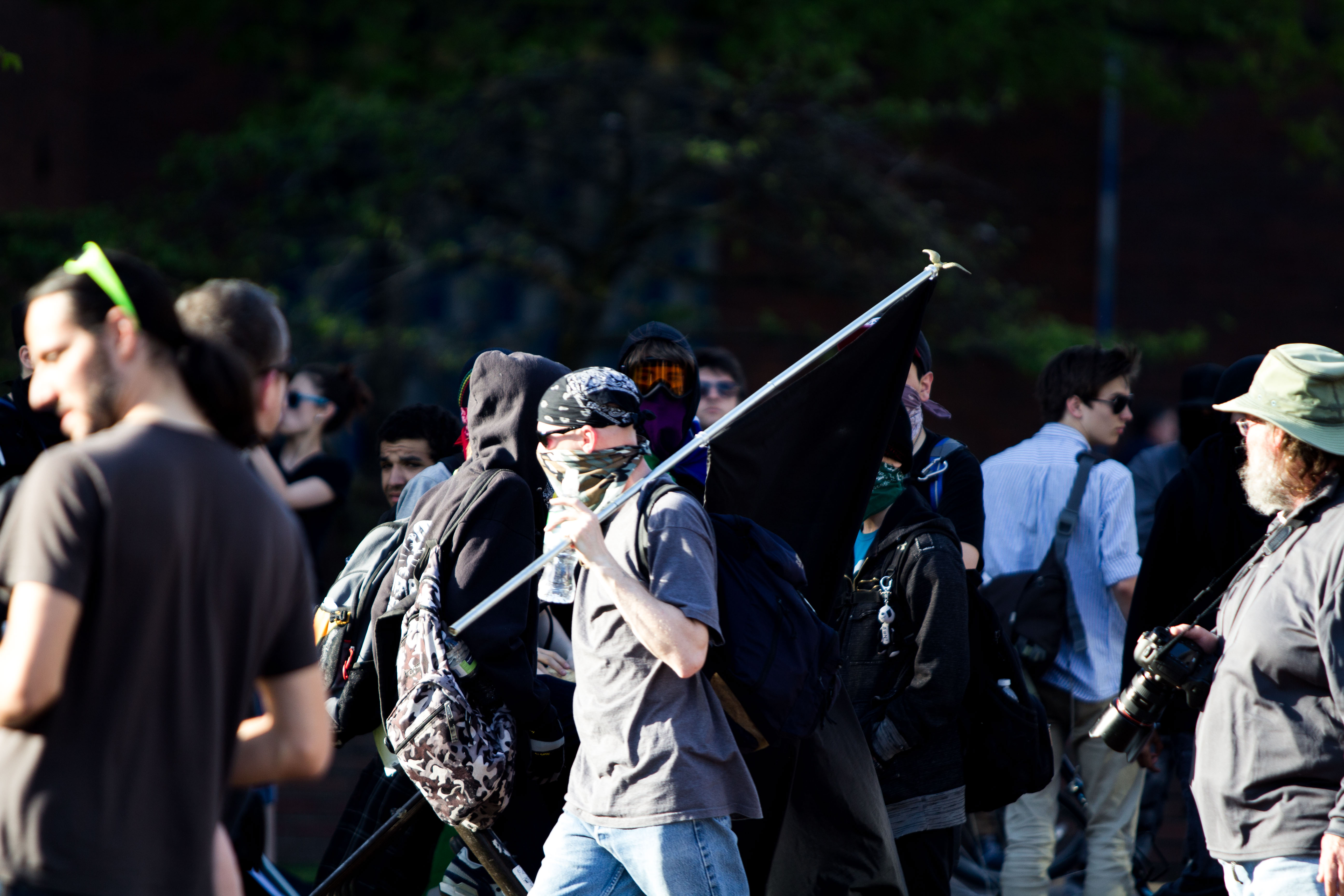
سازمان‌دهندگان در پورتلند راهپیمایی در روز اول ماه مه

سازمان‌دهندگان از روش‌های مختلفی برای تضمین به رسمیت شناختن اتحادیه خود به عنوان یک اتحادیه مشروع توسط کارفرما استفاده می‌کنند و هدف نهایی آنها ایجاد یک توافق‌نامه چانه‌زنی جمعی است. روش‌های پیشبرد آن را می‌توان به صورت سازماندهی از بالا به پایین یا سازماندهی از پایین به بالا طبقه‌بندی کرد.

### افراد
- لوئیجی آنتونینی
- هری ون آرسدیل جونیور
- لئون ای بیتس
- یولاندا بجارانو
- جان بروفی
- سزار چاوز
- پاتریک کراولی
- جانی دیو
- آلن دورفمن
- ساموئل گمپرز
- جو هیل
- سیدنی هیلمن
- جیمز هوفا
- مری هریس "مادر" جونز
- جان ال. لوئیس
- چارلز اوبرایان
- الف. فیلیپ راندولف
- والتر پی. رویتر
- فانی سلینز
- فرانک شیران
- کریستال لی ساتن (" نورما رای ")
- آر جی توماس
- لوسیل تورنبرگ
- لئونارد وودکاک